# David S. Oderberg
David Simon Oderberg (nascido em 1963) é um filósofo australiano que mora na Inglaterra desde 1987. Ele é professor de filosofia na Universidade de Reading. Ele descreve a si mesmo em seus trabalhos como um não consequencialista ou um tradicionalista. De modo geral, Oderberg se coloca como opositor de Peter Singer e outros pensadores utilitaristas e consequencialistas. Ele publicou mais de trinta artigos acadêmicos e é autor de quatro livros: Real Essentialism, Applied Ethics, Moral Theory e The Metaphysics of Identity over Time. O professor Oderberg é ex-aluno da Universidade de Melbourne, onde completou sua graduação e da Universidade de Oxford onde conquistou seu D.Phil.

## Ética Aplicada
Applied Ethics (lançado em língua portuguesa como Ética Aplicada), que foi lançado em 2000, se tornou um dos trabalhos mais importantes de Oderberg. Oderberg aplicou seu ponto de vista tradicional para alguns temas éticos controversos como: aborto, eutanásia, direitos dos animais, pena de morte e a guerra justa. Na opinião de Oderberg, o aborto é moralmente errado porque o feto é uma vida inocente e tirar a vida de um inocente é moralmente errado. Este é um contraste para com Peter Singer para quem um feto não deveria ser chamado de pessoa, não sendo possível comparar uma gravidez interrompida com a morte de um ser humano inocente.
Sobre a eutanásia, ele argumenta que a prática é imoral, porque, como o aborto, envolve a morte intencional de um ser humano inocente. A eutanásia voluntária também é injustificável, pois uma pessoa não tem o direito absoluto de fazer o que quiser com seu corpo. Além disso, acredita que a definição científica de  morte cerebral é insatisfatória.
A posição sobre os direitos animais é essencialmente a mesma de São Tomás de Aquino, de que não existem direitos animais porque os animais não são agentes morais.
Sobre a pena de morte, Oderberg apoia a punição capital porque a justiça precisa ser proporcional. Assim, a pior pena cabe ao pior crime, o assassinato.